# Woiwodschaft Bracław

Die Woiwodschaft Bracław (rot) innerhalb Polen-Litauens

Wappen

Die Woiwodschaft Bracław (polnisch Województwo Bracławskie, lateinisch Palatinatus Braclaviensis) war eine Verwaltungseinheit in der Provinz Kleinpolen des Königreichs Polen-Litauen. 1566 errichtet, war es Teil der polnischen Krone. Kurzzeitig (1672–1699) war das Gebiet unter osmanischer Herrschaft. Die Woiwodschaft bestand bis zur Zweiten Polnischen Teilung 1793. Zusammen mit der Woiwodschaft Podolien bildete sie die Landschaft Podolien. Das Gebiet gehört heute zur Ukraine.
Die Woiwodschaft hatte eine Ausdehnung von etwa 31.660 km².
Der Sitz des Woiwoden war Bracław, dort tagte zunächst auch die regionale Ständeversammlung (Sejmik poselski i deputacki), der Versammlungsort wurde jedoch 1598 nach Winnica verlegt, so dass die Stadt als eigentlicher Hauptort der Woiwodschaft angenommen wurde.

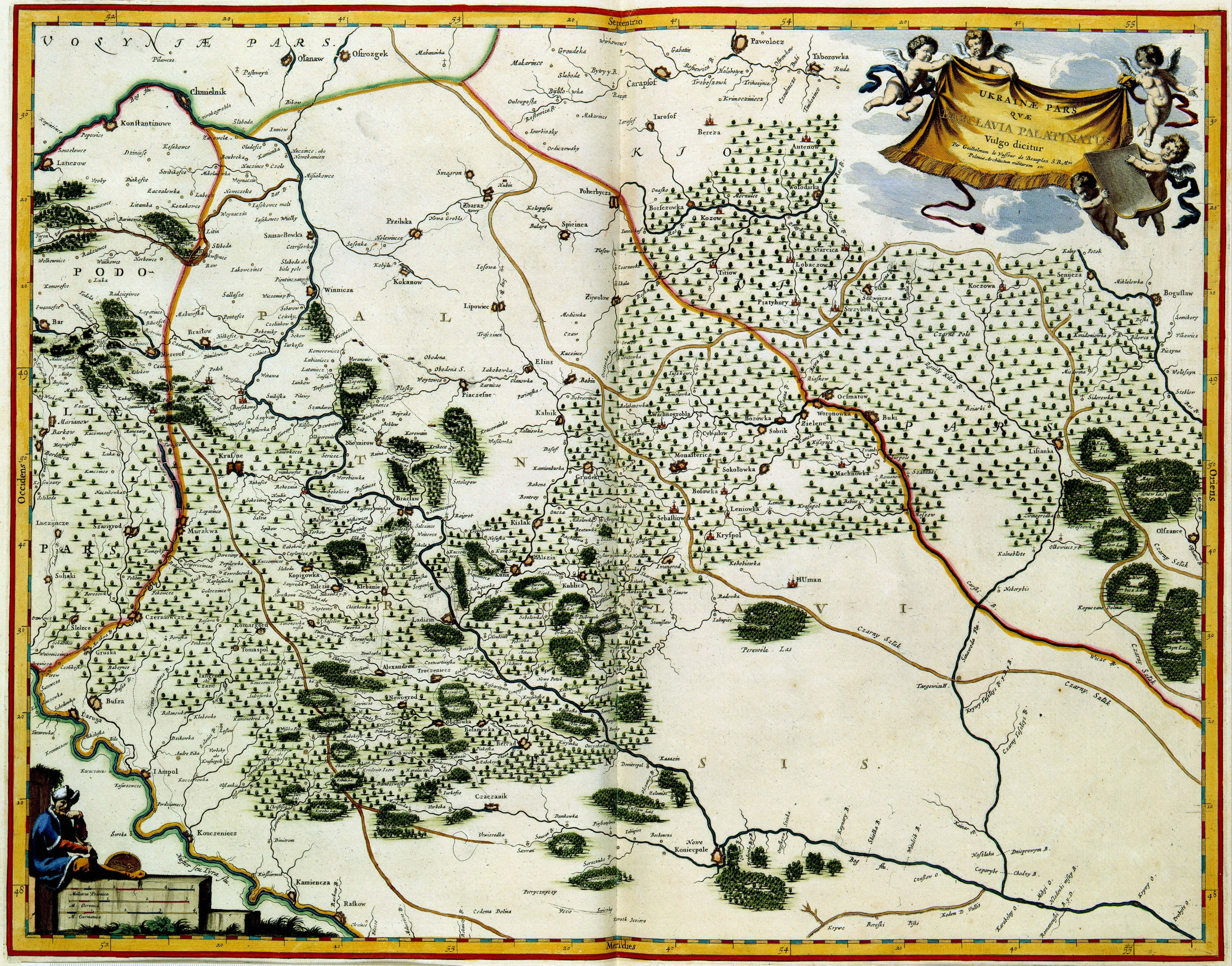
Karte der Woiwodschaft von 1648

## Administrative Einteilung
- Powiat winnicki, Winnica (nördlicher Teil der Woiwodschaft)
- Powiat bracławski, Bracław (südlicher Teil der Woiwodschaft)
- Powiat zwinogródzki, Zwinogródka (1791 kurzzeitig der Woiwodschaft zugeordnet)

## Woiwoden
- Roman Sanguszko (seit 1569)
- Janusz Zbaraski (seit 1576)
- Stanisław „Rewera“ Potocki (1631–1636)
- Andrzej Potocki (seit 1662), dann Feldhetman der polnischen Krone
- Stanisław Lubomirski (seit 1764)